# Arnoldo Jimenez
Arnoldo Jimenez (n. 19 februarie 1982, Texas, SUA) este un fugar⁠(d) american care a fost adăugat pe lista celor mai căutați zece fugari FBI pe 8 mai 2019. El este căutat pentru uciderea în mai 2012 a soției sale, Estrella Carrera, la o zi după nunta lor; aceasta a fost găsită moartă într-o cadă de baie în apartamentul ei din Burbank, Illinois. Jimenez a fost cel de-al 522-lea fugar care a fost plasat pe lista FBI a celor mai căutați zece fugari. FBI oferă o recompensă de până la 250.000 de dolari pentru informații care să conducă la capturarea sa.

## Context
Arnoldo Jimenez și Estrella Carrera s-au căsătorit pe 11 mai 2012, la Primăria din Chicago. Carrera avea doi copii, o fiică în vârstă de 9 ani dintr-o relație anterioară și un fiu în vârstă de 2 ani cu Jimenez. Cuplul a luat cina cu familia și prietenii în acea seară și apoi s-au îndreptat spre un club de noapte, pe care l-au părăsit în jurul orei 4 în dimineața zilei de 12 mai.

## Crimă
FBI crede că, în drum spre casă, cuplul s-a certat aprins în Maserati-ul negru cu patru uși din 2006 al lui Jimenez. Jimenez a înjunghiat-o apoi mortal pe Carrera de mai multe ori în mașina sa și i-a târât cadavrul în apartamentul ei. Cadavrul lui Carrera a fost aruncat în cada de baie din apartamentul ei, iar ea purta încă aceeași rochie argintie pe care o purtase la nunta ei.
Carrera trebuia să își ia copiii de la membrii familiei pe 12 mai, dar nu a mai apărut. Membrii familiei sale au raportat dispariția la poliție. Cadavrul ei a fost găsit în apartament în după-amiaza zilei de 13 mai. Poliția a confirmat că nu exista niciun semn de intrare forțată. Jimenez dispăruse și el, iar mașina sa nu a fost găsită.
Trei zile mai târziu, pe 15 mai, Jimenez a fost acuzat de crimă de gradul întâi și a fost emis un mandat de arestare pe numele său. A urmat un mandat federal după ce a fost acuzat de fugă ilegală pentru a evita urmărirea penală pe 17 mai.

## Ancheta
Anchetatorii au început să-l urmărească pe Jimenez și au descoperit că pe 12 mai acesta își folosise telefonul mobil în Chicago, apoi în Illinois de Sud. Ulterior a fost folosit în Memphis, Tennessee și apoi în Arkansas. Pe 13 mai efectuase apeluri din Houston și apoi în Hidalgo, Mexic. După aceasta, FBI afirmă că Jimenez a devenit o „fantomă” și a dispărut complet.
În septembrie 2012, poliția l-a arestat pentru droguri pe fratele lui Arnoldo Jimenez, Humberto. În timp ce percheziționa proprietatea acestuia, poliția a descoperit Maserati-ul negru al lui Arnoldo în garaj. În mașină a fost găsit sânge, ceea ce a condus poliția la concluzia că Arnoldo a ucis-o pe Carrera în mașina sa și i-a târât cadavrul în cada de baie din apartamentul ei. Poliția crede că Humberto l-a condus pe Arnoldo în Mexic cu mașina sa și l-a lăsat acolo înainte de a se întoarce singur în Statele Unite.
FBI crede că Arnoldo se ascunde în Durango, Mexic, în special în zona Santiago Papasquiaro⁠(d). De asemenea, s-ar putea ascunde în Reynosa⁠(d), Tamaulipas, Mexic.